# Semicytheridea spinifera
Semicytheridea spinifera is een mosselkreeftjessoort uit de familie van de Cytherideidae. De wetenschappelijke naam van de soort is voor het eerst geldig gepubliceerd in 1893 door Chapman & Sherbor.